# لودفيكو، دوق سافوي
لويس الأول (لودفيكو الأول في الإيطالية؛ 24 فبراير 1413 - 29 يناير 1465) كان دوق سافوي منذ 1440 حتى وفاته في 1465.

## الحياة
ولد في جنيف هو ابن البابا المزيف فيليكس الخامس وماري البرغونية ابنة الصغرى لـ فيليب الجريء، كان أول من حمل لقب أمير بيدمونت في 1433 أو 1434، وأيضا حاول غزو دوقية ميلانو عندما كانت تحت سيطرة جمهورية أمبروزيا ولكنه فشل.
في 1453 امتلك كفن تورينو الذي تلقاه من مارغريت دي شارني وأصبح من ممتلكات أسرة سافوي حتى عام 1946 بعد نهاية مملكة إيطاليا، ورثه الكرسي الرسولي في 1983.
توفي لويس في ليون في 1465 عندما كان عائداً من فرنسا.

## الزواج والابناء
تزوج في 1434 في شامبيري من وريثة مملكة قبرص وبيت المقدس آن القبرصية ابنة يانوس ملك قبرص وشارلوت دي بوربون؛ وأنجبت له ما يقرب تسعة عشر ابناً:-
1. أميديو التاسع، دوق سافوي (ثونون؛ 1 فبراير 1435 - 30 مارس 1472).
2. لويس ملك قبرص، وكونت جنيف (ثونون؛ 5 يونيو 1436 - 12 يوليو 1382؛ ريبايل).
3. ماري (مورس؛ مارس 1437 - 1 ديسمبر 1437؛ ثورون).
4. جان (1440-1437).
5. فيليب الثاني، دوق سافوي (ثونون؛ 5 فبراير 1438 - 7 نوفمبر 1497؛ تورينو).
6. مارغريت (بينرولو؛ أبريل 1439 - 9 مارس 1483؛ بروج)؛ تزوجت أولا من جيوفاني الرابع، ماركيز مونفيراتو، ثم من بيير الثاني دي لوكسمبورغ، كونت سان بول.
7. بيير (جنيف؛ 2 فبراير 1440 - 21 أكتوبر 1458؛ تورينو)؛ رئيس أساقفة تارنتاسيا.
8. يانوس (جنيف؛ 8 نوفمبر 1440 - 22 ديسمبر 1491؛ آنسي)؛ كونت جنيف وفاسيغني.
9. شارلوت (تشامبيري؛ 16 نوفمبر 1441 - 1 ديسمبر 1483؛ آمبواز)؛ تزوجت من لويس الحادي عشر ملك فرنسا.
10. أيمون (جنيف؛ 2 نوفمبر 1442 - 30 مارس 1443؛ جنيف).
11. جاك (جنيف؛ 29 نوفمبر 1444 - 1 يونيو 1445؛ جنيف).
12. أغنيس (تشامبيري؛ أكتوبر 1445 - 16 مارس 1509؛ باريس)؛ تزوجت لويس دي أورليان، دوق لونجفيل.
13. جان لودفيكو (جنيف؛ 29 نوفمبر 1444 - 1 يونيو 1445؛ جنيف).
14. ماريا (بينرولو؛ 20 مارس 1448 - 13 سبتمبر 1475)؛ تزوجت من لويس دي لوكسمبورغ، كونت سان بول، كونستابل فرنسا.
15. بونا (أفيغليانا؛ 12 أغسطس 1449 - 17 نوفمبر 1503؛ فوسانو)؛ تزوجت من غالياتسو ماريا سفورزا؛ دوق ميلانو.
16. جياكومو (جنيف؛ سبتمبر 1450 - 30 يناير 1468؛ هام آن بيكاردي)؛ كونت رومون، ولورد فود.
17. آن (جنيف؛ سبتمبر 1452 - 1 أكتوبر 1452؛ جنيف).
18. فرانسوا (آنسي؛ 19 أغسطس 1454 - 6 أكتوبر 1490؛ تورينو)؛ رئيس أساقفة أوش وأسقف جنيف.
19. جين (توفيت مع الولادة 1455).